# Lekkoatletyka na Letnich Igrzyskach Paraolimpijskich 2004 – bieg na 100 metrów kl. T53 mężczyzn
W biegu na 100 metrów kl. T53 (zawodnicy na wózkach inwalidzkich) mężczyzn podczas Letnich Igrzysk Paraolimpijskich 2004 rywalizowało ze sobą 21 zawodników.

## Wyniki

### Eliminacje
Bieg 1
| Poz. | Zawodnik         | Narodowość       | Rezultat | Uwagi |
| ---- | ---------------- | ---------------- | -------- | ----- |
| 1    | Suk Man Hong     | Korea Południowa | 26.48    | Q, WR |
| 2    | Hamad Aladwani   | Kuwejt           | 26.58    | Q     |
| 3    | Sopa Intasen     | Tajlandia        | 26.93    | q     |
| 4    | Richard Colman   | Australia        | 27.42    | q     |
| 5    | John Fulham      | Irlandia         | 27.98    |       |
| 6    | Susumu Kangawa   | Japonia          | 28.29    |       |
| 7    | Jacques Bouchard | Kanada           | 28.79    |       |

Bieg 2
| Poz. | Zawodnik            | Narodowość        | Rezultat | Uwagi |
| ---- | ------------------- | ----------------- | -------- | ----- |
| 1    | Pichet Krungget     | Tajlandia         | 26.77    | Q     |
| 2    | Christopher Waddell | Stany Zjednoczone | 28.01    | Q     |
| 3    | Jason Lachance      | Kanada            | 28.24    |       |
| 4    | Jamie Ramirez       | Meksyk            | 28.35    |       |
| 5    | Michaił Tierientjew | Rosja             | 28.70    |       |
| 6    | Jun Hiromichi       | Japonia           | 29.43    |       |
|      | Charles Tolle       | Francja           | DNS      |       |

Bieg 3
| Poz. | Zawodnik        | Narodowość        | Rezultat | Uwagi |
| ---- | --------------- | ----------------- | -------- | ----- |
| 1    | Joshua George   | Stany Zjednoczone | 26.70    |       |
| 2    | Pierre Fairbank | Francja           | 27.03    |       |
| 3    | Eric Gauthier   | Kanada            | 27.51    |       |
| 4    | Bojan Mitic     | Szwajcaria        | 27.57    |       |
| 5    | Siergiej Szyłow | Rosja             | 27.61    |       |
| 6    | John Lindsay    | Australia         | 28.18    |       |
| 7    | Duk Ho Hong     | Korea Południowa  | 28.84    |       |

### Finał
| Poz. | Zawodnik            | Narodowość        | Rezultat | Uwagi |
| ---- | ------------------- | ----------------- | -------- | ----- |
| 1    | Suk Man Hong        | Korea Południowa  | 26.31    | WR    |
| 2    | Hamad Aladwani      | Kuwejt            | 26.37    |       |
| 3    | Pichet Krungget     | Tajlandia         | 26.55    |       |
| 4    | Sopa Intasen        | Tajlandia         | 27.25    |       |
| 5    | Joshua George       | Stany Zjednoczone | 27.44    |       |
| 6    | Christopher Waddell | Stany Zjednoczone | 28.10    |       |
| 7    | Richard Colman      | Australia         | 28.12    |       |
| 8    | Pierre Fairbank     | Francja           | 28.27    |       |